# Till glädje
Till glädje är en svensk dramafilm från 1950 i regi av Ingmar Bergman. Filmen hade premiär den 20 februari 1950 på biograf Spegeln i Stockholm och spelades in sommaren 1949.

## Handling
Stig och Marta är båda musiker i Helsingborgs symfoniorkester när de inleder ett förhållande. Stig är karriärlysten och relationen till Marta sätts på prov.

## Rollista
- Maj-Britt Nilsson – Marta, violinist
- Stig Olin – Stig Eriksson, violinist
- Victor Sjöström – Sönderby, dirigent i orkestern
- Birger Malmsten – Marcel, cellist
- John Ekman – Mikael Bro, gammal skådespelare
- Margit Carlqvist – Nelly Bro, Mikaels fru
- Sif Ruud – Stina
- Rune Stylander – Persson
- Erland Josephson – Bertil
- Georg Skarstedt – Anker
- Berit Holmström – Lisa
- Björn Montin – Lasse

## Musik i filmen
- Symfoni nr 1 och Symfoni nr 9 av Ludwig van Beethoven samt musik av Felix Mendelssohn, Wolfgang Amadeus Mozart och Bedrich Smetana.

## DVD
- Filmen gavs ut på DVD 2005.